# Allegan County
Allegan County ist ein County im Bundesstaat Michigan der Vereinigten Staaten. Der Verwaltungssitz (County Seat) ist Allegan. Das U.S. Census Bureau hat bei der Volkszählung 2020 eine Einwohnerzahl von 120.502 ermittelt.

## Geographie
Das County liegt im Südwesten der Unteren Halbinsel von Michigan, grenzt im Westen an den Michigansee, einem der 5 großen Seen, und hat eine Fläche von 4748 Quadratkilometern, wovon 2143 Quadratkilometer Wasserfläche sind. Es grenzt im Uhrzeigersinn an folgende Countys: Ottawa County, Kent County, Barry County, Kalamazoo County und Van Buren County.

## Geschichte
Allegan County wurde 1831 aus Teilen des Barry County und freiem Territorium gebildet. Ab 1835 hatte es eine Verwaltung. Benannt wurde es von Henry Schoolcraft nach einem Wort aus der indianischen Sprache.
31 Bauwerke und Stätten des Countys sind im National Register of Historic Places eingetragen (Stand 17. November 2017).

## Demografische Daten

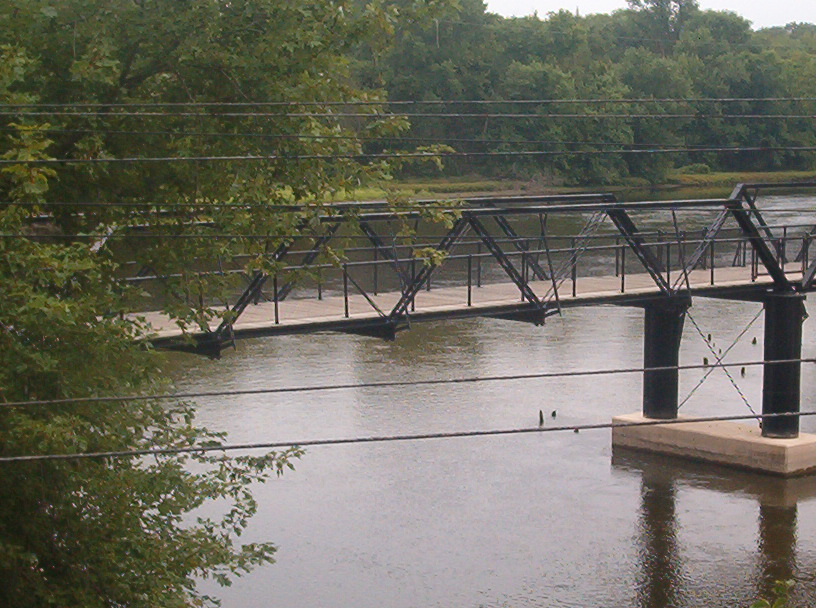
Die New Richmond Swing Bridge, gelistet im NRHP mit der Nr. 98000273

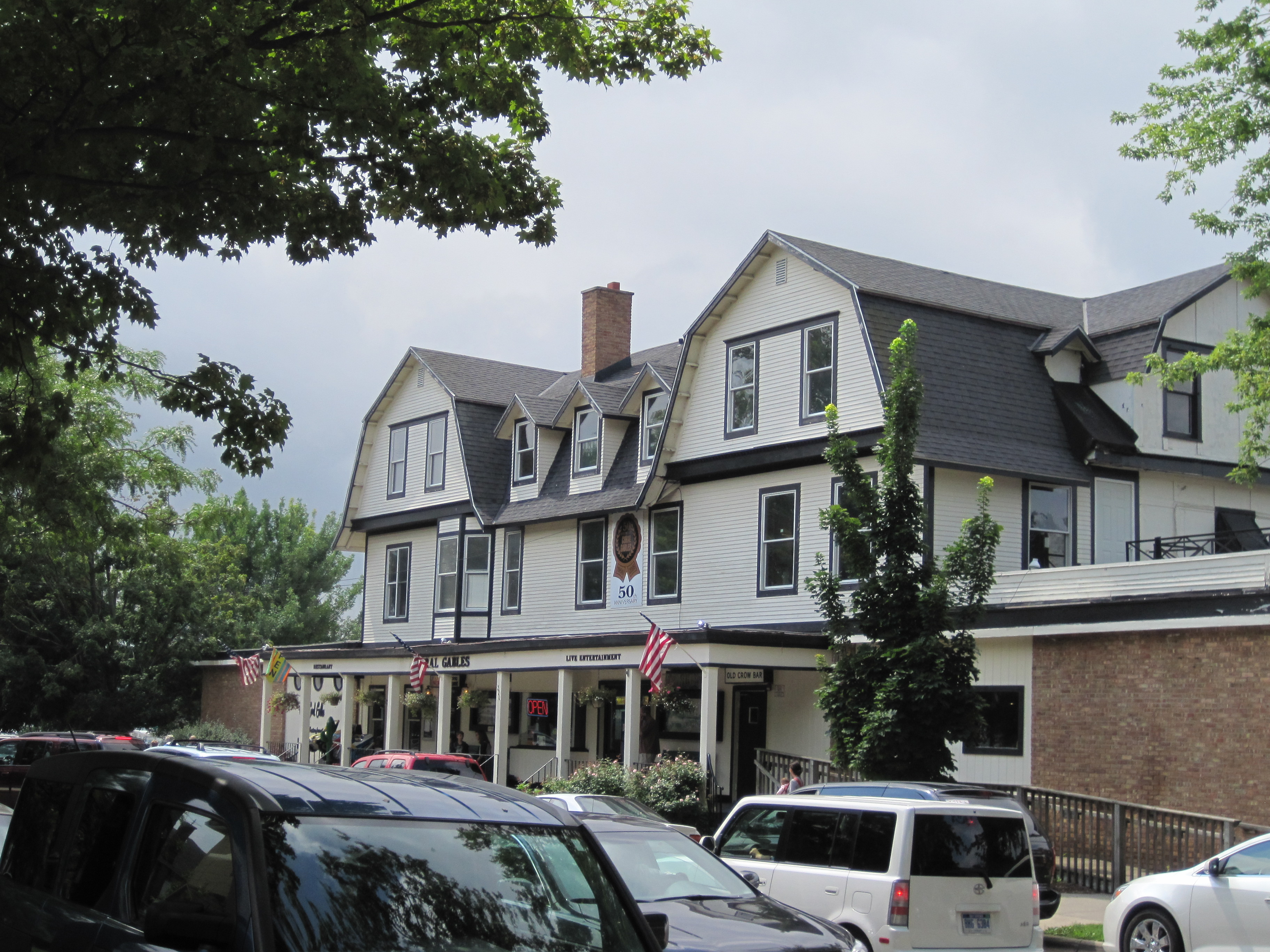
Leiendecker's Inn-Coral Gables, gelistet im NRHP

Nach der Volkszählung im Jahr 2000 lebten im Allegan County 105.665 Menschen in 38.165 Haushalten und 28.394 Familien. Die Bevölkerungsdichte betrug 49 Einwohner pro Quadratkilometer. Ethnisch betrachtet setzte sich die Bevölkerung zusammen aus 93,47 Prozent Weißen, 1,31 Prozent Afroamerikanern, 0,55 Prozent amerikanischen Ureinwohnern, 0,55 Prozent Asiaten, 0,03 Prozent Bewohnern aus dem pazifischen Inselraum und 2,77 Prozent aus anderen ethnischen Gruppen; 1,32 Prozent stammten von zwei oder mehr Ethnien ab. 5,72 Prozent der Bevölkerung waren spanischer oder lateinamerikanischer Abstammung.
Von den 38.165 Haushalten hatten 37,4 Prozent Kinder unter 18 Jahren, die bei ihnen lebten. 61,4 Prozent waren verheiratete, zusammenlebende Paare, 9,1 Prozent waren allein erziehende Mütter und 25,6 Prozent waren keine Familien. 20,7 Prozent waren Singlehaushalte und in 7,8 Prozent lebten Menschen im Alter von 65 Jahren oder darüber. Die Durchschnittshaushaltsgröße betrug 2,72 und die durchschnittliche Familiengröße lag bei 3,15 Personen.
28,9 Prozent der Bevölkerung waren unter 18 Jahre alt. 8,0 Prozent zwischen 18 und 24 Jahre, 30,0 Prozent zwischen 25 und 44 Jahre, 22,0 Prozent zwischen 45 und 64 Jahre und 11,1 Prozent waren 65 Jahre oder älter. Das Durchschnittsalter betrug 35 Jahre. Auf 100 weibliche Personen kamen 99,6 männliche Personen. Auf 100 Frauen im Alter von 18 Jahren und darüber kamen statistisch 97,6 Männer.
Das jährliche Durchschnittseinkommen eines Haushalts betrug 45.813 USD, das Durchschnittseinkommen einer Familie 51.908 USD. Männer hatten ein Durchschnittseinkommen von 38.681 USD, Frauen 26.887 USD. Das Prokopfeinkommen betrug 19.918 USD. 5,0 Prozent der Familien und 7,3 Prozent der Bevölkerung lebten unterhalb der Armutsgrenze.

## Orte im County
- Allegan
- Bakersville
- Beachmont
- Bentheim
- Boyd
- Bradley
- Bravo
- Burnips
- Castle Park
- Cedar Bluff
- Cheshire Center
- Chicora
- Corning
- Diamond Springs
- Dorr
- Douglas
- Dunningville
- East Saugatuck
- Fennville
- Fillmore
- Ganges
- Glenn
- Glenn Stores
- Graafschap
- Grange Corners
- Hamilton
- Hawkhead
- Hilliards
- Holland
- Hollywood
- Hooper
- Hopkins
- Hopkinsburg
- Kibbie
- Lee
- Leisure
- Martin
- Merson
- Miami Park
- Millgrove
- Moline
- Monterey Center
- Mount Pleasant
- Neeley
- New Richmond
- New Salem
- Old Saugatuck
- Otsego
- Overisel
- Pearl
- Pier Cove
- Plainwell
- Pullman
- Saugatuck
- Shelbyville
- Sherman Park
- Shorecrest
- Shorewood
- South Haven
- South Haven Highlands
- South Monterey
- Spring Grove
- Sulphur Springs
- Watson
- Wayland

Townships
- Allegan Township
- Casco Township
- Cheshire Township
- Clyde Township
- Dorr Township
- Fillmore Township
- Ganges Township
- Gun Plain Township
- Heath Township
- Hopkins Township
- Laketown Township
- Lee Tow1000nship
- Leighton ship
- Manlius Township
- Martin Township
- Monterey Township
- Otsego Township
- Overisel Township
- Saint Charles Township
- Sand Beach Township
- Trowbridge Township
- Valley Township
- Watson Township
- Wayland Township

## Wirtschaft
Größte Arbeitgeber:
| Unternehmen                | Mitarbeiter |
| -------------------------- | ----------- |
| Haworth, Inc.              | 3415        |
| Perrigo                    | 3198        |
| Johnson Controls Interiors | 2000        |
| JBS S. A.                  | 1100        |
| Parker-Hannifin            | 1000        |
| Gun Lake Casino            | 850         |
| S2 Yachts                  | 600         |
| Venturedyne                | 500         |